# Città di Marsala (nave)
La Città di Marsala è stata una motonave passeggeri italiana della compagnia Tirrenia di Navigazione, dal 1948 ribattezzata Città di Trapani. Naufragò nel 1957.

## Storia
Fu varata alla fine degli anni venti insieme ad altre due navi gemelle, Città di Alessandria e Città di Trapani.
Durante la seconda guerra mondiale fu requisita e utilizzata per il trasporto di truppe e rifornimenti. Nel 1940 fece la spola da Taranto a Durazzo.
Il 20 dicembre 1941 da Taranto ad Argostoli trasportò personale del Regio Esercito e rifornimenti. Due giorni più tardi la nave fece la spola da Taranto a Navarino.
Alla fine del 1944 la nave si trovava nel porto di Trieste ma senza motori, sbarcati e inviati alla revisione presso la Franco Tosi di Legnano ancora durante il periodo bellico, e poi trattenuti in Italia.
Nel dicembre 1946 fu riconsegnata all'Italia la “Città di Marsala” dopo una vertenza con il governo jugoslavo che aveva dichiarato la nave preda bellica all'atto dell'occupazione di Trieste. La nave per la Tirrenia affiancò la gemella “Città di Alessandria” sulla rotta Civitavecchia – Olbia con frequenza pentasettimanale.

### Il cambio di nome
La Tirrenia, in ricordo dell'unità perduta nel corso della guerra, la ribattezzò nel  1948 Città di Trapani come la nave gemella, utilizzata durante la guerra come nave ospedale e affondata nel 1942.
Nel 1957 fu spostata nella linea celere Genova – Cagliari – Trapani – Tunisi.

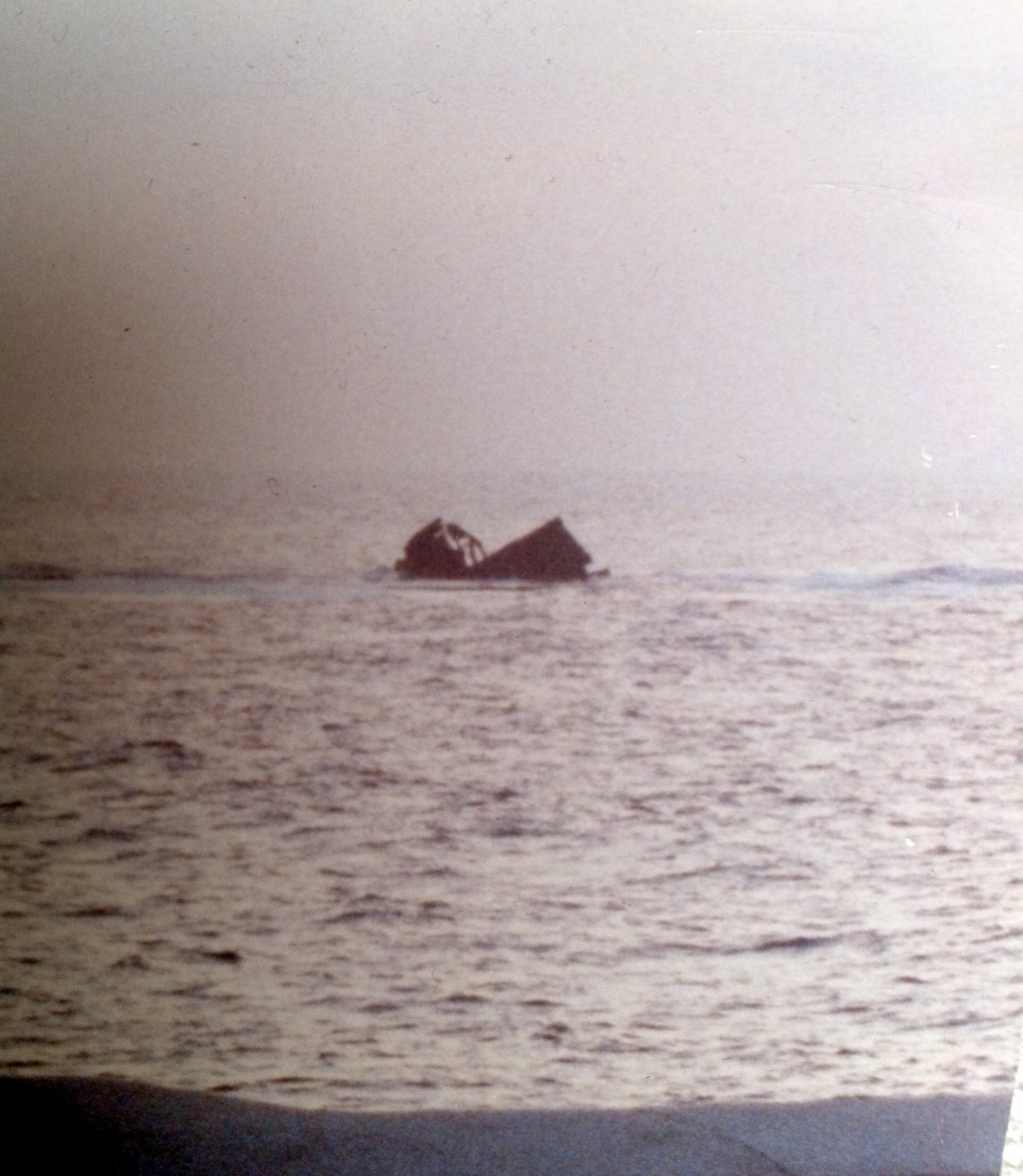
Il relitto del Città di Trapani affondato nel porto di Trapani

### Il naufragio
Tale unità, al comando del fiumano Pietro Justin, in viaggio da Cagliari a Trapani con 13 passeggeri, naufragò a seguito d'incaglio nelle acque di Trapani, un miglio a ponente della Torre di Ligny il 4 dicembre 1957, causando la morte di quattro uomini dell'equipaggio e due marinai del rimorchiatore Pirano, giunto in soccorso ed anch'esso affondato. La tempesta spezzò lo scafo del postale in due e scaraventò parte del relitto verso la Casina Nasi, dove è tuttora visibile.